# Христо Григоров
Христо Генадиев Григоров е български общественик, фармацевт, седем мандата председател на Българския червен кръст.

## Биография
Роден е на 14 октомври 1944 година в Горна Джумая, България. Негов дядо е видният български революционер Ичко Бойчев.
В 1967 година завършва Фармацевтичния факултет на Висшия медицински институт в София, а в 1987 година завършва международни икономически отношения. В периода 1970 – 1973 година е ръководител отдел в Министерство на народното здраве за Държавно аптечно управление, в периода 1973 – 1987 година е ръководител на представителството на фирма „Бик Гулден“ (Германия), през 1987 година е генерален директор на първото Българо-немско сдружение – „Медабик“ ООД, а в периода 1987 – 1997 година е генерален директор на фирма „Бристол-Майерс Скуиб“ (САЩ) за България. В периода 1988 – 1994 година е председател на Надзорния и на Управителния съвет на Търговска банка „Средец“. В периода 1991 – 1994 година е член на Борда на директорите на Българо-американската банка за инвестиции и развитие. От 1993 година е член на Борда на директорите на БТПП, а в 1998 година става член на ръководството на НЗОК и заместник-председател на Турско-Българската търговско-индустриална камара.
В периода 1992 – 2001 година е заместник-председател на Български Червен кръст, а в периода 1995 – 2002 година е председател на Столичната червенокръстка организация. В 2001 година става председател на Българския чревен кръст. Преизбран е за председател на БЧК в 2005, 2009, 2013, 2017, 2021 и 2025 година.
В 2006 година е арестуван по обвинение за присвояване на пари в особено големи размери. Малко по-късно съдът освобождава Григоров заради липса на доказателства. Скандалът предизвиква широк международен отзвук.
Григоров е нещатен секретен сътрудник на Първо главно управление на ДС с псевдоним „Еленов“ от 1980 година до 1991 година, когато е снет от отчет.
В 2003 година е награден с медал „100 години Илинденско-Преображенско въстание“. През 2020 г. е удостоен с орден „За гражданска заслуга“ I степен „за значимия му принос и изключителни заслуги към Република България в областта на медицината и хуманното дело“.